# Міністерство транспорту і будівництва Словацької Республіки
48°09′12″ пн. ш. 17°06′44″ сх. д. / 48.153225° пн. ш. 17.112209° сх. д.
48°09′12″ пн. ш. 17°06′44″ сх. д. / 48.153225° пн. ш. 17.112209° сх. д.

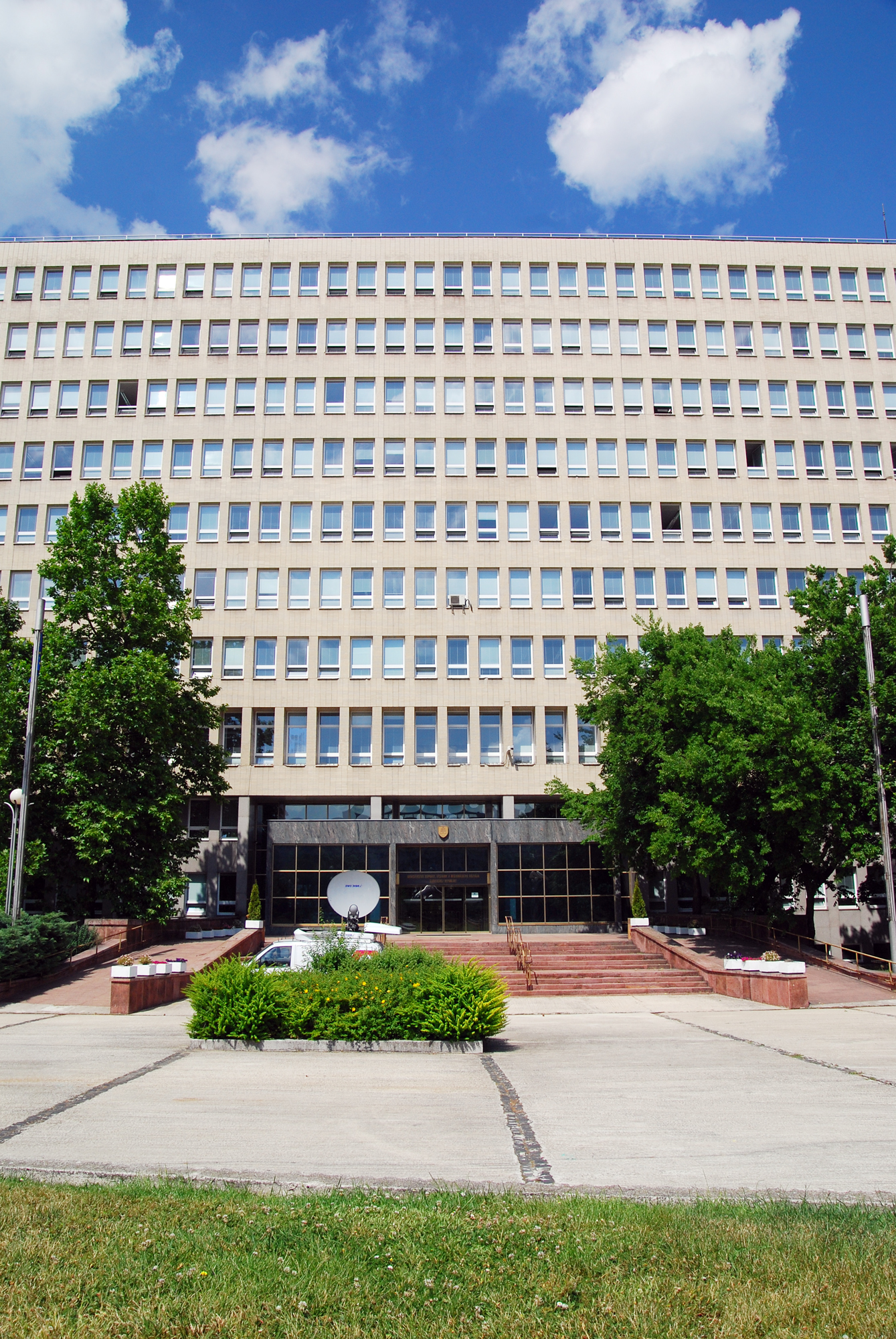
Головний офіс MDV SR

Ministerstvo dopravy a výstavby Slovenskej republiky (MDV SR; Міністерство транспорту і будівництва Словацької Республіки) є одним із міністерств Словаччини. Розташовується в адміністративній будівлі комунікацій, в Братиславі. 
Міністерство кілька разів змінювало назву і сферу своєї діяльності:
Закон № 298/1991 Z. z. була створена як Міністерство транспорту та зв'язку Словацької Республіки (Ministerstvo dopravy a spojov Slovenskej republiky).
Закон № 453/1992 Z. z. перейменовано в Міністерство транспорту, зв'язку та громадських робіт Словацької Республіки (Ministerstvo dopravy, spojov a verejných prác Slovenskej republiky).
Закон № 74/1995 Z. z. Був перейменований в Міністерство транспорту, пошти та телекомунікацій Словацької Республіки (Ministerstvo dopravy, pôšt a telekomunikácií Slovenskej republiky).
Закон № 403/2010 Z. z. Який змінив компетенцію окремих міністерств, з 1 листопада 2010 року , з новою назвою Міністерство транспорту, будівництва та регіонального розвитку Словацької Республіки (Ministerstvo dopravy, výstavby a regionálneho rozvoja Slovenskej republiky), припинило скасування Міністерства будівництва Словацької Республіки. політика туризму та регіонального розвитку.  Відповідно до цього Закону, з 1 січня 2011 року Міністерство взяло на себе повноваження Центрального органу управління фондів Європейського Союзу, які перебували під керуванням Уряду до 31 грудня 2010 року.  У зв'язку з передачею Програми регіонального розвитку до Уряду Словацької Республіки, 1 січня 2017 року назву Міністерства було змінено на Міністерство транспорту і будівництва Словацької Республіки (Ministerstvo dopravy a výstavby Slovenskej republiky). 
У минулому Міністерство транспорту і будівництва керувало операційною програмою транспорту.

## Компетенція
Міністерство транспорту і будівництва Словацької Республіки є центральним органом державної влади Словацької Республіки в наступних сферах:
1. сполучні шляхи та пересування шляхами, напр. залізничний , тролейбусний або кабельний
2. автомобільний транспорт
3. комбінований транспорт
4. наземні комунікації, дороги
5. внутрішнє судноплавство і порти, морське судноплавство
6. цивільна авіація
7. пошта
8. зв'язок (комунікації)
9. воєнізована охорона на транспорті
10. інформатизація суспільства
11. будівництво
12. дорожній рух

### Компетенція в минулому
У 1991–1995 роках це був центральний орган державної влади Словацької Республіки у сфері комунікацій Словацької Республіки.  У 1992-1995 роках це був центральний орган державної влади Словацької Республіки інвестиційного розвитку та громадських робіт. У період з 2010 по 2016 рік це був центральний орган державної влади Словацької Республіки регіонального розвитку.

## Міністр транспорту і будівництва
Міністерством транспорту і будівництва керує та відповідає за свою діяльність Міністр транспорту і будівництва```'``'''````'`'`, якого призначає та відкликає Президент Словацької Республіки за поданням Прем'єр-міністра Словацької Республіки. 
Нинішній міністр — Арпад Ерсек . 

## Державний секретар Міністерства транспорту і будівництва
```
словац.
 
Štátny tajomník ministerstva dopravy a výstavby
```

Права і обов'язки Міністра транспорту і будівництва, під час його непрацездатності, виконує Державний секретар міністра.  Міністр також може, в інших випадках, уповноважити державного секретаря представляти його в межах його прав та обов'язків. Державний секретар має консультативний голос, коли представляє міністра на засіданні уряду. Державний секретар призначається на посаду та звільняється з посади урядом за пропозицією міністра транспорту і будівництва.  У обґрунтованих випадках уряд може визначити, що в міністерстві є два державні секретарі - це також стосується Міністерства транспорту і будівництва.  Міністр визначає, в яких питаннях і в якому порядку його представлятимуть державні секретарі.